# El Pinar (El Hierro)
El Pinar ist eine der drei Gemeinden der Kanareninsel El Hierro. Sie nimmt den südlichen Teil der Insel ein. Der gleichnamige Ort ist Verwaltungssitz des Gemeindebezirks. Am 15. September 2007 spaltete sich El Pinar als selbständige Gemeinde von der Gemeinde La Frontera ab.

## Geschichte
„El Pinar“ bezeichnet die Kanarische Kiefer, denn das Gemeindegebiet verfügt über große Flächen Kiefernwald, der über Jahrhunderte das Leben der Bewohner geprägt hat.
Jahrelang haben die Einwohner für ihre Selbständigkeit gekämpft. Als historisches Ereignis wurde die neue Gemeinde mit einer großen Fiesta in Anwesenheit des Präsidenten der Kanarischen Inseln, Paulino Rivero, am 15. September 2007 eingeweiht.

## Orte der Gemeinde
Die Einwohnerzahlen in Klammern stammen aus dem Jahr 2006.
- La Restinga (535 Einwohner)
- Las Casas (380 Einwohner)
- Taibique (876 Einwohner)

119 Menschen leben außerhalb dieser Ortschaften.

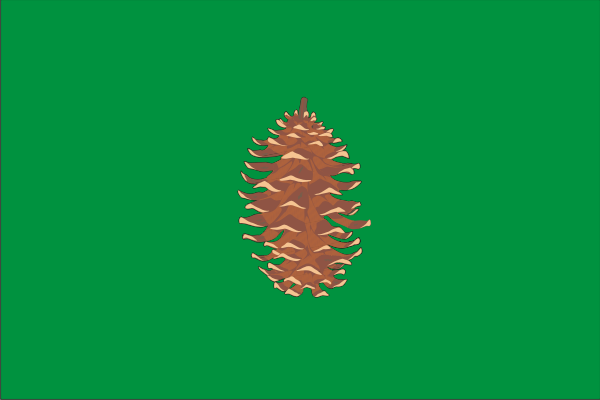
Flagge von El Pinar
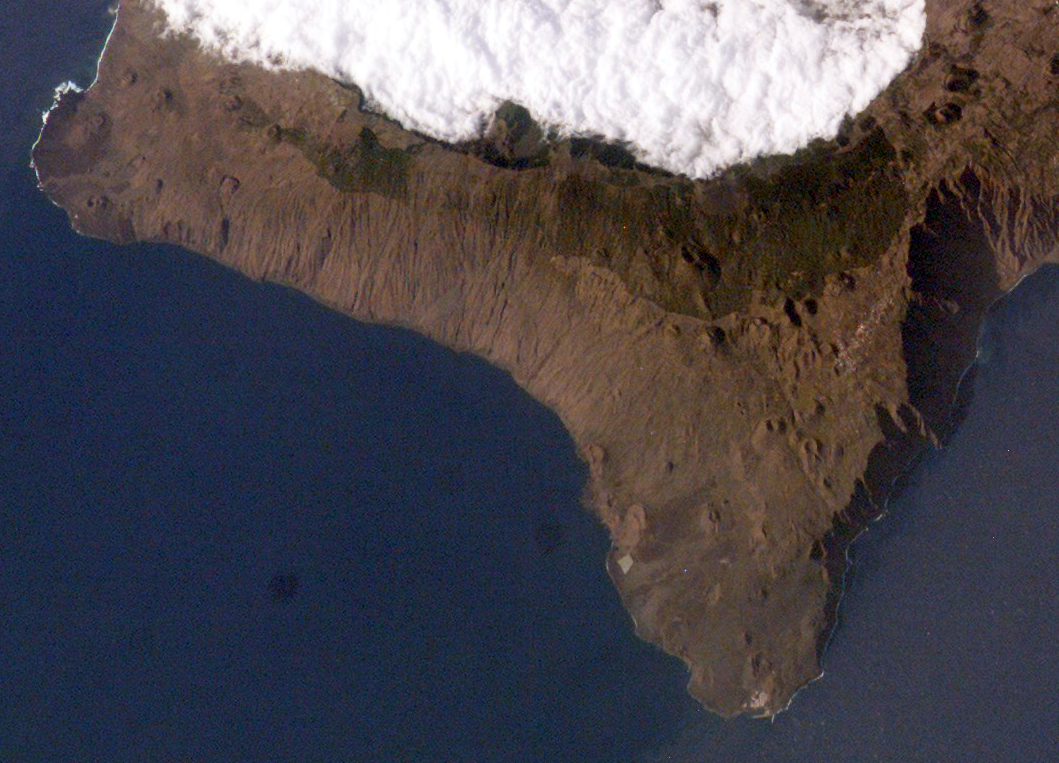
Satellitenbild von El Pinar, gut erkennbar sind der Pinienwald und die Passatwolken an der Gebirgskette
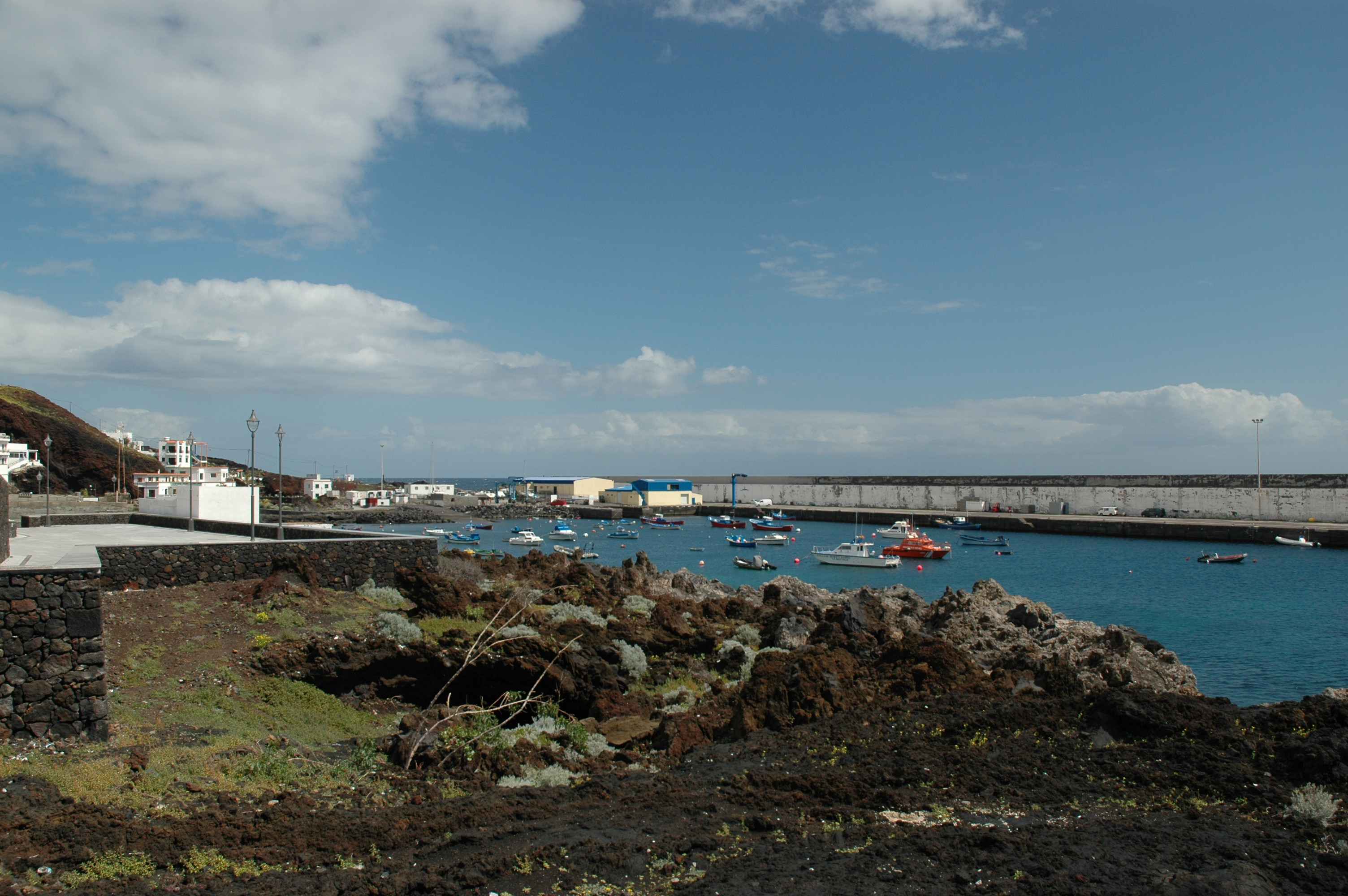
Der Hafen von La Restinga an der Südspitze El Pinars
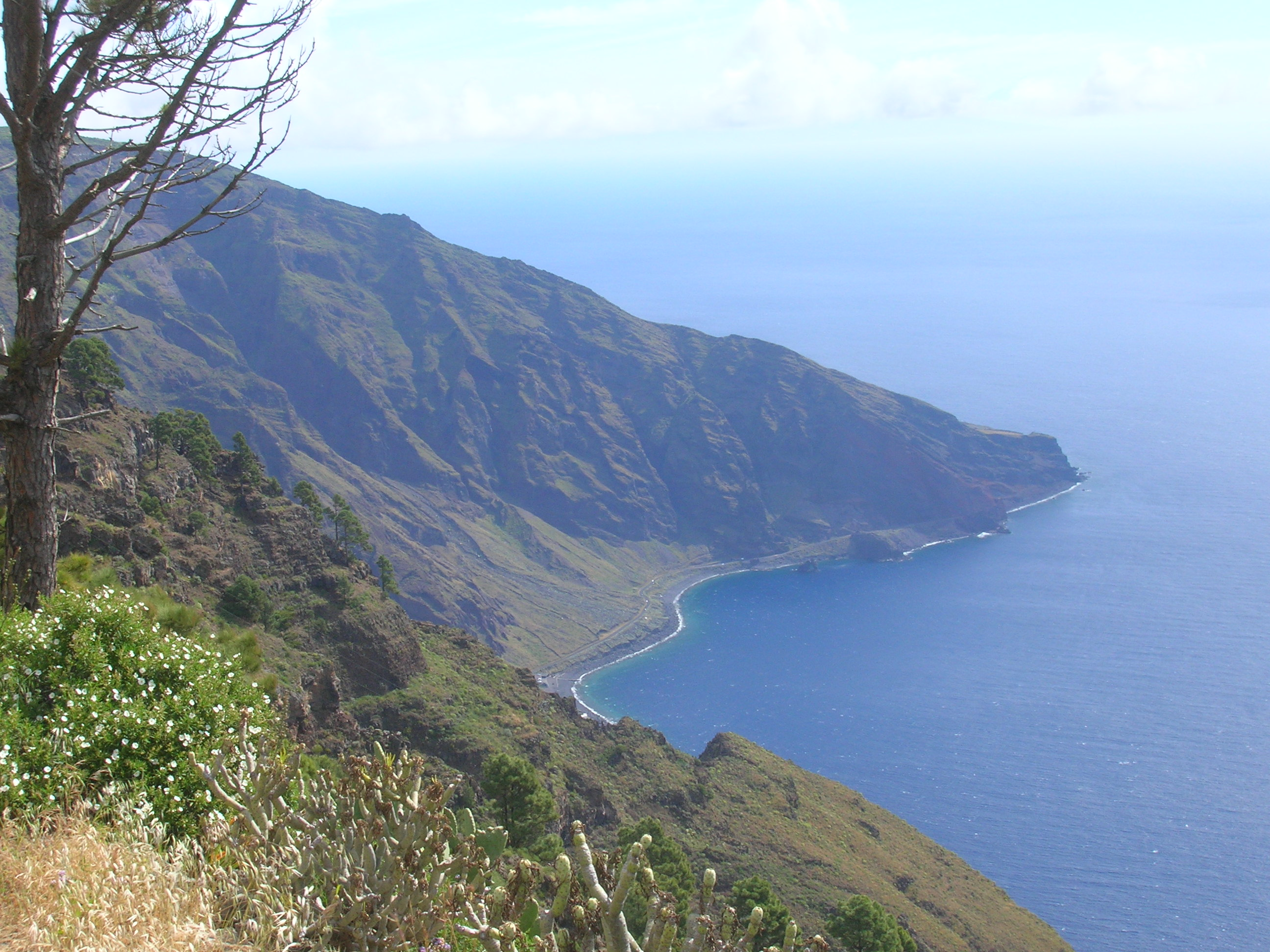
Blick vom Mirador de Las Playas zur Punta de La Bonanza